# دیو گریفیتس (بازیکن فوتبال)
دیو گریفیتس (انگلیسی: Dave Griffiths؛ زادهٔ ۲۵ مهٔ ۱۹۵۱) بازیکن فوتبال اهل بریتانیا است.
از باشگاه‌هایی که در آن بازی کرده‌است می‌توان به باشگاه فوتبال ترانمره راورز اشاره کرد.